# سبوليتو

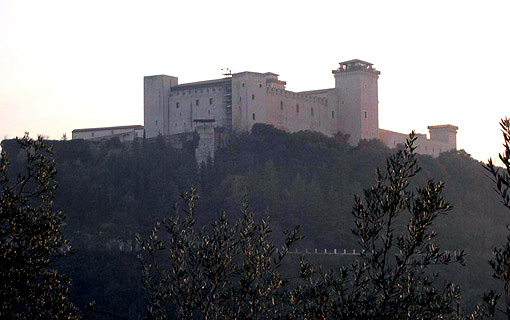
قلعة ألبورنوس

سبوليتو (بالإيطالية: Spoleto)‏ مدينة عريقة في شرقي إقليم أومبريا الإيطالي ضمن مقاطعة بيرودجا على سفح تل في الأبينيني. تبعد 29 كلم شمال مدينة تيرني، و 63 كلم جنوب شرق بيرودجا ؛ و 212 كيلومترا جنوب شرق فلورنسا؛ و 126 كيلومترا شمال روما.
عدد قاطنيها 39,122 ساكن.

## السكان
في سنة 1861 بلغ عدد السكان 18٬903 نسمة، وتطور العدد ليصل في سنة 2011 لـ 38٬429 نسمة.
يظهر هذا المخطط البياني تطور النمو السكاني لـ سبوليتو

## التاريخ
تقع سبوليتو على فرع طريق فلامينيا الشرقي والذي يتشعب لطريقين عند نارني ثم يتحدان عند ساحة فلامينيي قرب فولينيو. طريق قديم أيضاً يصلها بنورسيا. لا يزال يوجد جسر سانغويناريو والعائد إلى القرن الأول قبل الميلاد. تقع الساحة الرومانية اليوم تحت منطقة السوق.
تقع على رأس واد كبير واسع محاط بالجبال، لطالما احتلت سبوليتو موقع جغرافي استراتيجي. ويبدو أنها كانت بلدة هامة للقبائل الأومبرية الأصلية، الذين بنوا الأسوار المحيطة بمستوطنتهم في القرن الخامس قبل الميلاد، وبعضه ما زال واضحا اليوم.
أول إشارة تاريخية لSpoletium هو إشعار لتأسيس مستعمرة هناك عام 241 قبل الميلاد. وكانت لا تزال حسب شيشرون مستعمرة لاتينية في عام 95 قبل الميلاد. بعد معركة بحيرة تراسمانيا (217 قبل الميلاد) هاجم حنبعل سبوليتيوم الذي صده السكان أثناء الحرب البونيقية الثانية المدينة لم تكن حليفا مفيدة لروما. وعانت الامرين من الحروب الاهلية ماريوس وسولا. ثم بعد فوزها على كراسوس وصادرت أراضي سبوليتيوم (82 قبل الميلاد). من هذا الوقت كان أصبحت بلدية municipium.
1. ↑  "Superficie di Comuni Province e Regioni italiane al 9 ottobre 2011" (بالإيطالية). Istituto nazionale di statistica. Retrieved 2019-03-16.
2. ↑   https://demo.istat.it/?l=it. {{استشهاد ويب}}: |url= بحاجة لعنوان (مساعدة) والوسيط |title= غير موجود أو فارغ (من ويكي بيانات) (مساعدة)
3. ↑  بيانات من موقع ISTAT - Istituto nazionale di statistica (ISTAT);  اطلع عليه بتاريخ 28-12-2012. نسخة محفوظة 7 فبراير 2020 على موقع واي باك مشين.